# Stio
Stio é uma comuna italiana da região da Campania, província de Salerno, com cerca de 1.088 habitantes. Estende-se por uma área de 24 km², tendo uma densidade populacional de 45 hab/km². Faz fronteira com Campora, Gioi, Laurino, Magliano Vetere, Orria.

## Demografia
| Variação demográfica do município entre 1861 e 2011                               |
|                                                                                   |
| Fonte: Istituto Nazionale di Statistica (ISTAT) - Elaboração gráfica da Wikipedia |